# Nikola Šubić Zrinski

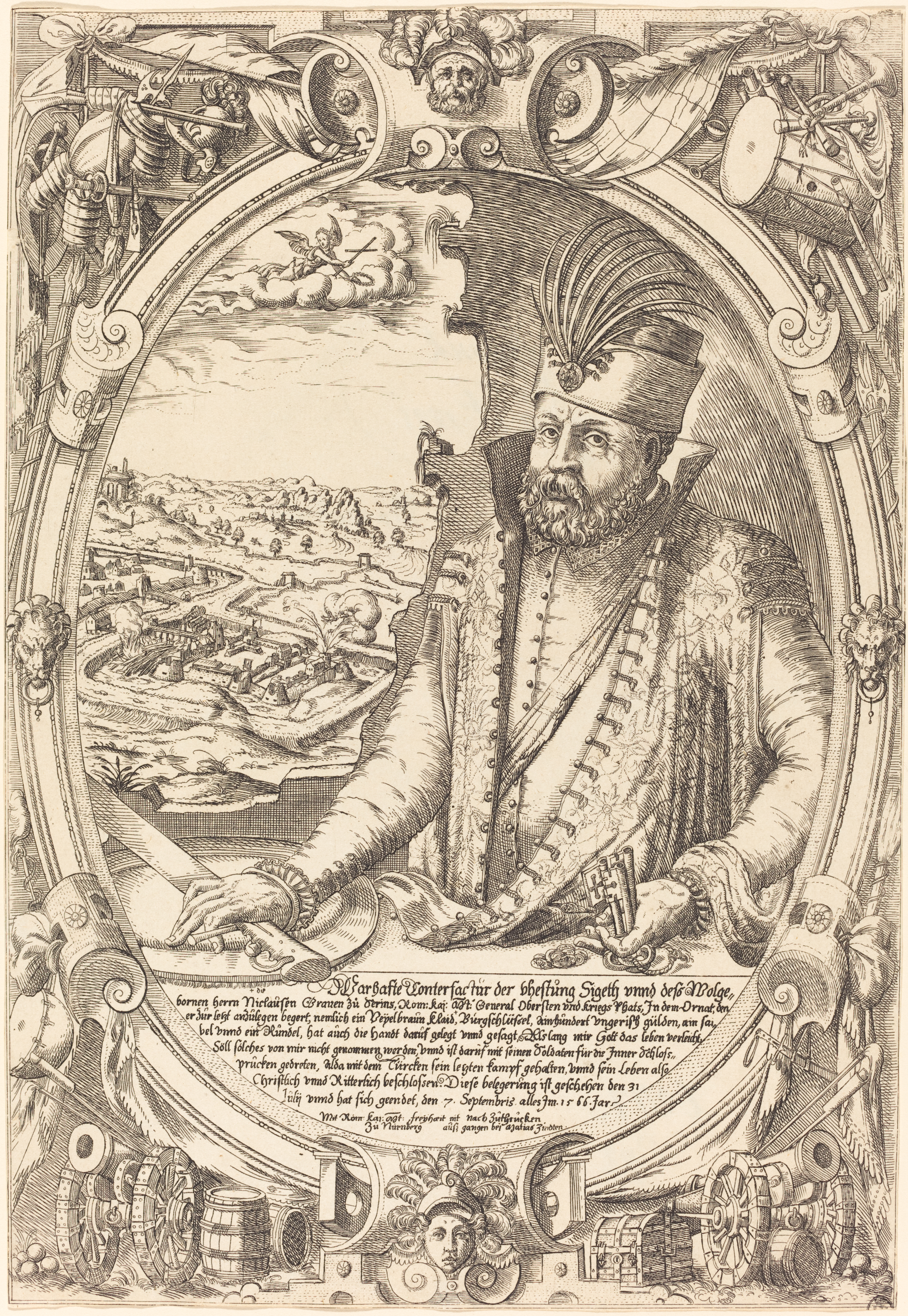
Nikola Šubić Zrinski
(Kupferstich, 16. Jhd.)

Nikolaus IV. Šubić von Zrin, kurz Nikolaus Šubić Zrinski (kroatisch Nikola Šubić Zrinski, ungarisch Zrínyi Miklós; * um 1508 oder 1518 auf Burg Zrin; † 8. September 1566 in Szigetvár, Ungarn) war ein Graf aus dem kroatisch-ungarischen Adelsgeschlecht Zrinski. Er war von 1542 bis 1556 der Ban von Kroatien. Zrinski war Feldherr des kroatisch-ungarischen Königs Ferdinand I. und gilt als Held der Belagerung von Szigetvár.

## Leben

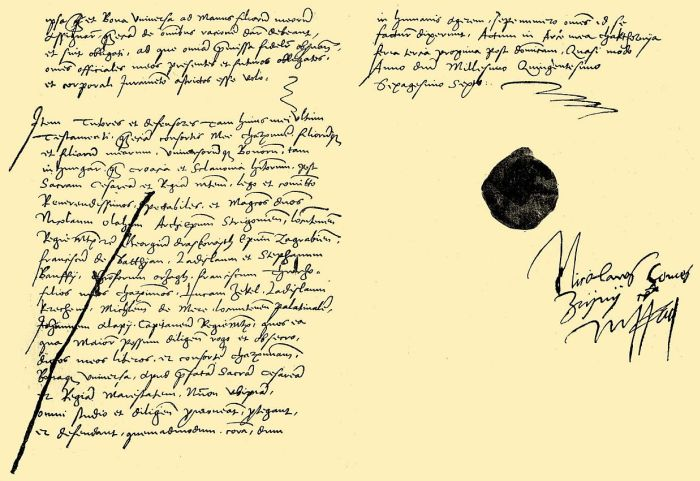
Zrinskis Unterschrift auf einer Urkunde vom 23. April 1566

Zrinski stammte aus dem alten kroatischen Geschlecht der Šubić, die sich seit 1347 nach der Burg Zrin Grafen „von Zrin“ nannten. Er war der Sohn von Nikola III. Zrinski und Jelena Karlović von Krbava (Corbavia).
Er zeichnete sich als Elfjähriger bei der ersten Wiener Türkenbelagerung 1529 aus und focht 1537 bei Gorian. Hans Katzianer, der des Hochverrats beschuldigte Feldherr Ferdinands I., entzog sich der Anklage durch die Flucht auf das Schloss Kostajnica. Er wollte Nikola und seinen älteren Bruder Johann überreden, auf die Seite der Osmanen überzutreten, wurde aber von Nikola am 27. Oktober 1539 ermordet.

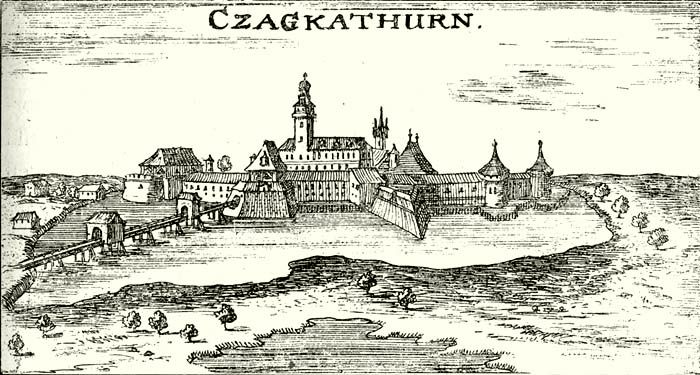
Zrinski-Burg in Čakovec (1640)

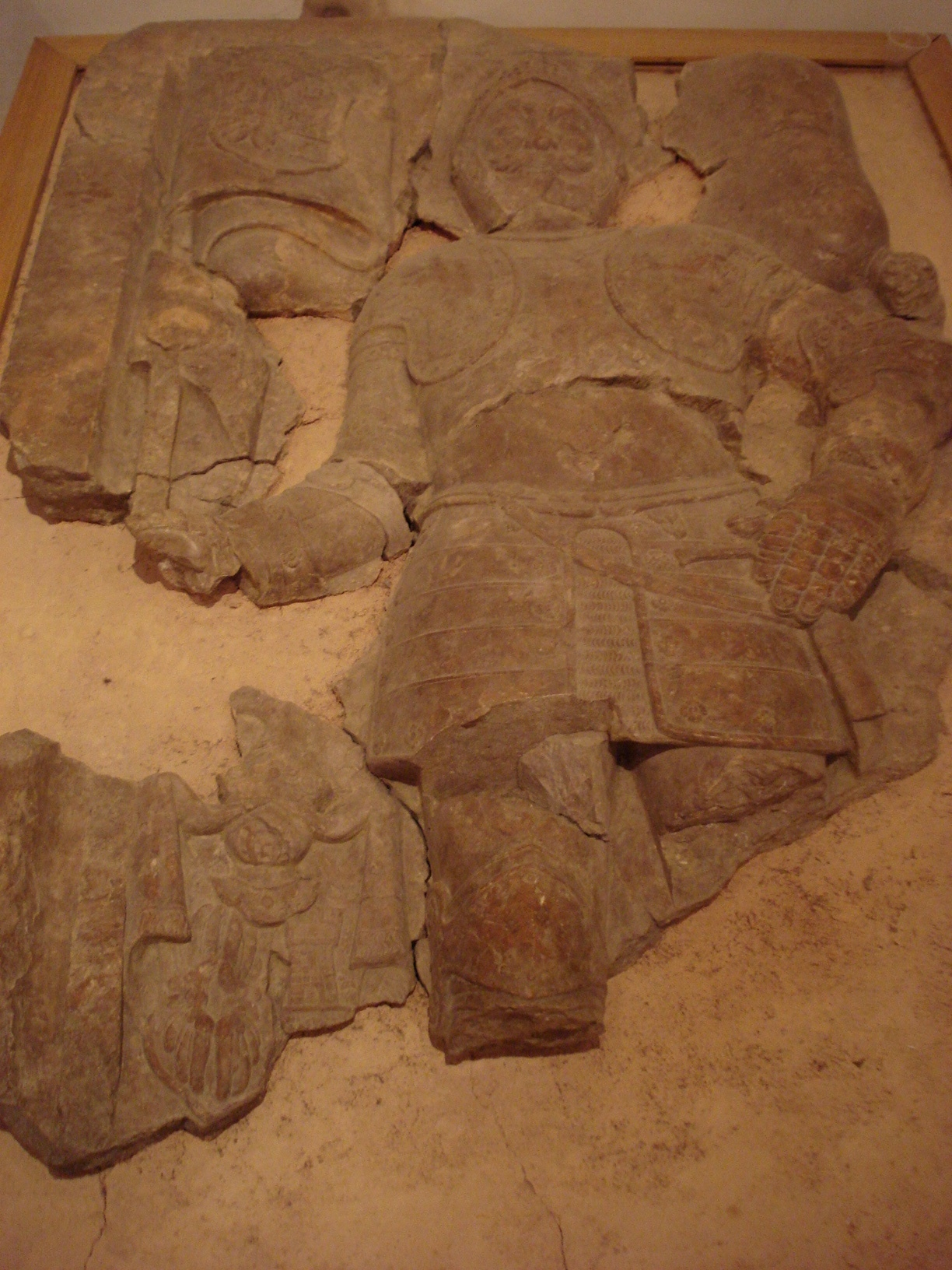
Reste von Zrinskis Grabplatte in Čakovec

Zrinski rettete 1542 die königliche und kaiserliche Armee bei Pest vor einer Niederlage, indem er mit 400 Kroaten eingriff. Im selben Jahr wurde er Ban von Kroatien und Slawonien. Für seine Dienste schenkte ihm Ferdinand I. die Grafschaft Međimurje im Norden Kroatiens mit der Burg Čakovec.
1543 heiratete Zrinski die junge Katarina Frankopan, Tochter von Christoph Frankopan, ehemaliger Ban von Kroatien. Sie gebar viele Kinder, unter anderen seinen Nachfolger Georg, bzw. Juraj IV. Zrinski.
Er schlug die Türken bei Somlyó in der Nähe von Stuhlweißenburg in die Flucht.
1554 erhob ihn Kaiser Ferdinand I. von Habsburg, König von Ungarn, formell in den Grafenstand.
1556 konnte er die Belagerung von Szigetvár (Komitat Baranja in Südungarn) durch die Osmanen dadurch beenden, indem er gemeinsam mit Palatin Thomas III. Nádasdy die Stadt Babócsa angriff.
1557 dankte er als Ban ab und wurde Kommandant von Szigetvár. 1561 stieg er zum königlichen Tavernicus (Schatzmeister) in Ungarn auf, zwei Jahre später wurde er zum Oberbefehlshaber der königlichen Truppen am rechten Donauufer ernannt. Nach dem Tod seiner ersten Frau heiratete er 1564 Eva von Rosenberg, eine Schwester der Brüder Wilhelm und Peter Wok von Rosenberg, mit der er den Sohn Johann Zrinski von Seryn († 1612) hatte. Kurz nach der Hochzeit musste er nach Süden eilen, wo er die Türken bei Segesd schlug.
Nach dem Tod Kaiser Ferdinand I. plädierte er unter dessen Nachfolger Maximilian II. für eine Einstellung von Tributzahlungen an das Osmanische Reich. Sultan Süleyman der Prächtige wollte Zrinski dafür bestrafen und begann am 6. August 1566 mit der Belagerung von Szigetvár.
In der Nacht vom 5. zum 6. September starb Süleyman an Altersschwäche, ein Ereignis, das Zrinski aber nicht zu seinem Vorteil nutzen konnte. Vor dem Fall der Festung unternahm er am 8. September mit den noch übriggebliebenen Soldaten einen Ausfall, bei dem fast alle Verteidiger getötet wurden. Zrinski geriet schwer verwundet in Gefangenschaft und wurde enthauptet. Sein Kopf wurde auf einer Stange im Lager der Osmanen aufgestellt, dann den Kaiserlichen zugeschickt und zu Čakovec im Kloster der hl. Helena beigesetzt.
Berichten zufolge sagte Zrinski bei einer Rede kurz vor dem Ausbruch, die sich an seine Waffenbrüder richtete: „Wir gehen von diesem brennenden Platz offen und standhaft bis zu unseren Feinden. Wer stirbt, wird mit Gott sein. Wer nicht stirbt – dessen Name wird geehrt werden. Ich werde zuerst gehen und das, was ich tue, werdet ihr tun. Und Gott ist mein Zeuge, dass ich Euch nie verlassen habe, meine Brüder und Ritter!“

## Nachkommen
Zrinskis Urenkel waren der kroatische Ban und kroatisch-ungarische Dichter Nikola Zrínski sowie der kroatische Ban und Schriftsteller Petar Zrinski.

## Rezeption
Der deutsche Schriftsteller Theodor Körner dichtete auf ihn 1812 das Drama Zriny, nach dem August von Adelburg das Libretto zu seiner Oper Zrinyi schrieb. Körner beeinflusste mit seinem Werk nachhaltig die Entwicklung des kroatischen Geschichtsdramas.
Der kroatische Komponist Ivan Zajc schuf eine Oper mit dem Titel Nikola Šubić-Zrinjski, die im November 1876 uraufgeführt wurde. Es handelt sich um ein patriotisches Werk, das den heldenhaften Kampf der Kroaten gegen die Türken und den Verrat durch die Habsburger-Monarchie zum Inhalt hat. Es wird noch heute regelmäßig aufgeführt.
Der niederländische Dichter George Marquis de Thouars (1807–1850) thematisierte 1834 Zrinskis Heldentod in einem fünfaktigen Trauerspiel mit dem Titel: „Zriny, of de Dood voor Vrijheid en Vaderland“ („Zriny, oder: Der Tod für Freiheit und Vaterland“).
Durch eine Entschließung des Kaisers Franz Joseph I. vom 28. Februar 1863 wurde Zrinski in die Liste der „berühmtesten, zur immerwährenden Nacheiferung würdiger Kriegsfürsten und Feldherren Österreichs“ aufgenommen, zu deren Ehren und Andenken auch eine lebensgroße Statue in der Feldherrenhalle des damals neu errichteten k.k. Hofwaffenmuseums (heute: Heeresgeschichtliches Museum Wien) errichtet wurde. Die Statue wurde 1865 vom Bildhauer Nikolaus Vay (1828–1886) aus Carrara-Marmor geschaffen, gewidmet wurde sie von Kaiser Franz Joseph selbst.
Im Jahr 1914 widmete der tschechische Maler Alfons Mucha (1860–1939) Zrinski das Bild mit dem Titel „Das Opfer des croatischen Ban Nikolas Zrinsky in Sziget“ aus dem Gemäldezyklus „Das Slawische Epos“.

## Sonstiges

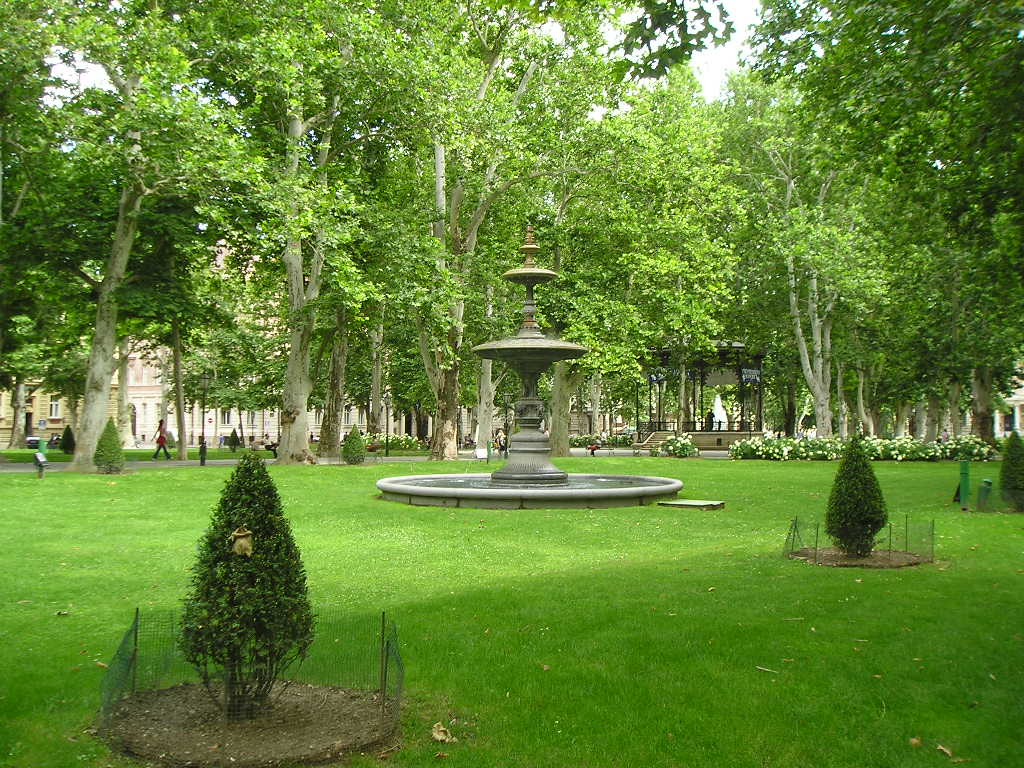
Zrinjevac-Park in Zagreb

Im Zentrum Zagrebs ist der Zrinjevac-Park nach ihm benannt.
Im Jahr 1869 wurde in der Wiener Brigittenau (20. Bezirk) die Zrinskigasse nach ihm benannt.

Galerie
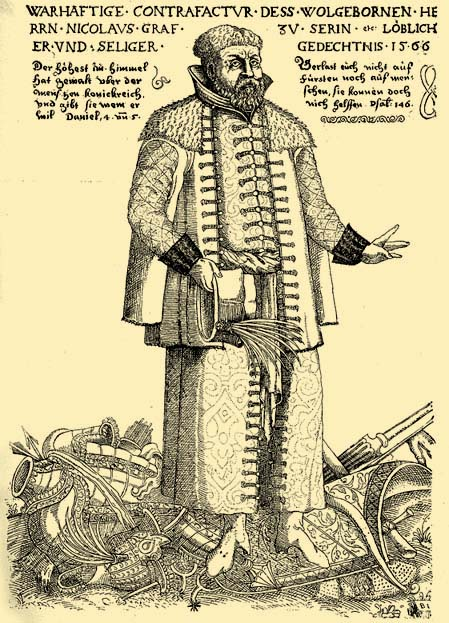
Deutscher Holzschnitt des 16. Jahrhunderts zum Gedenken an Zrinski
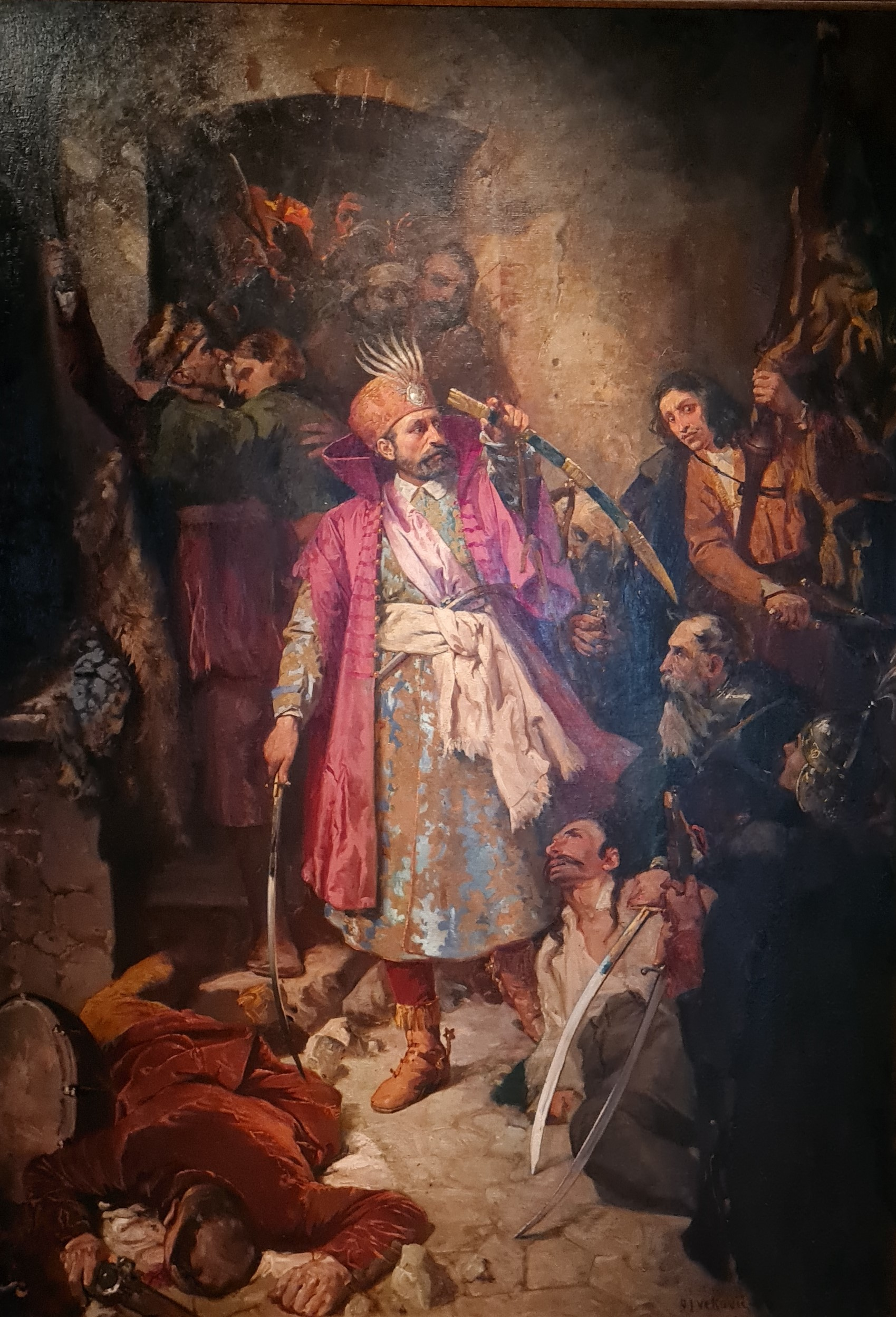
Gemälde von Oton Iveković
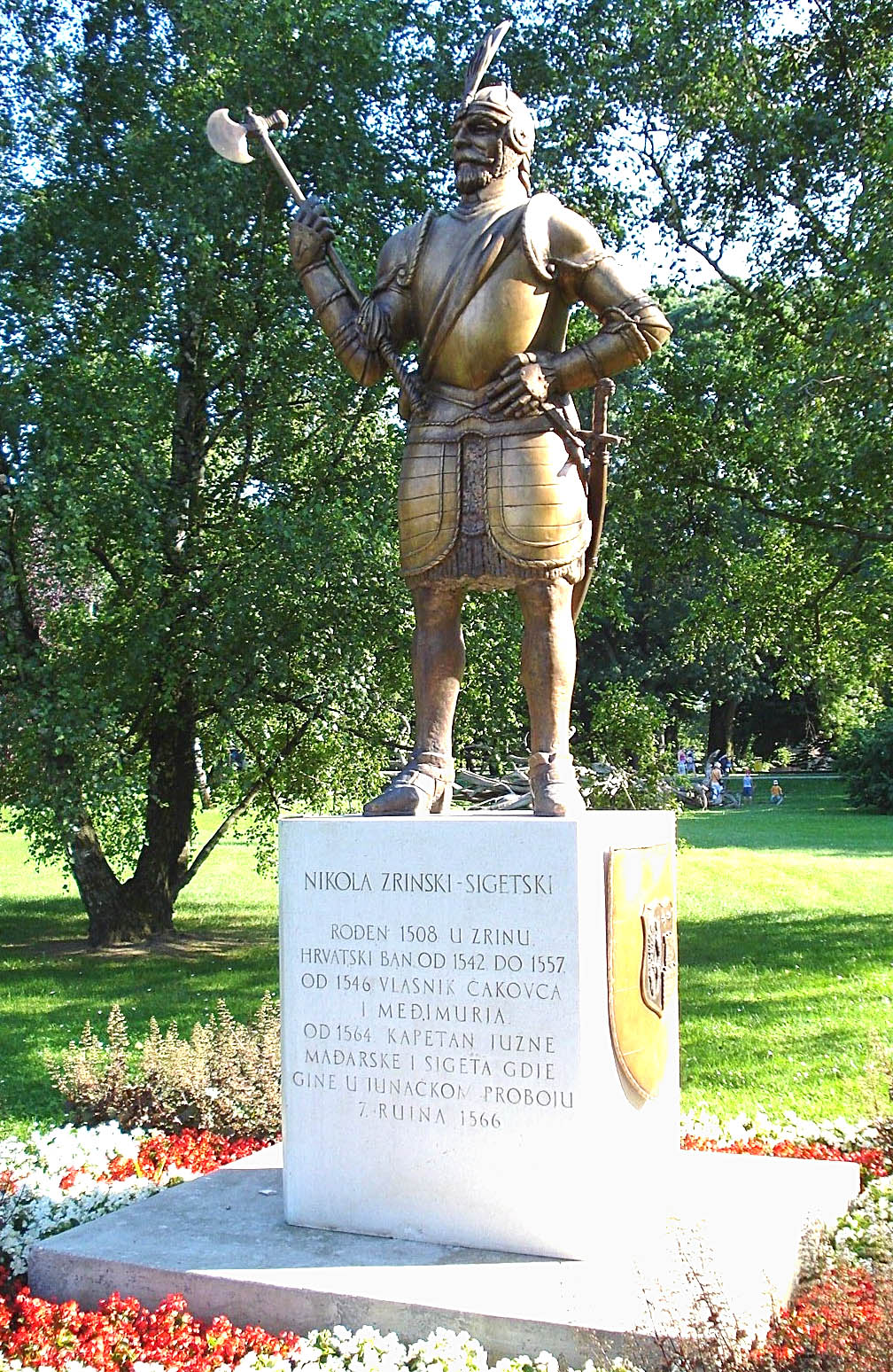
Statue im Zrinski-Park in Čakovec
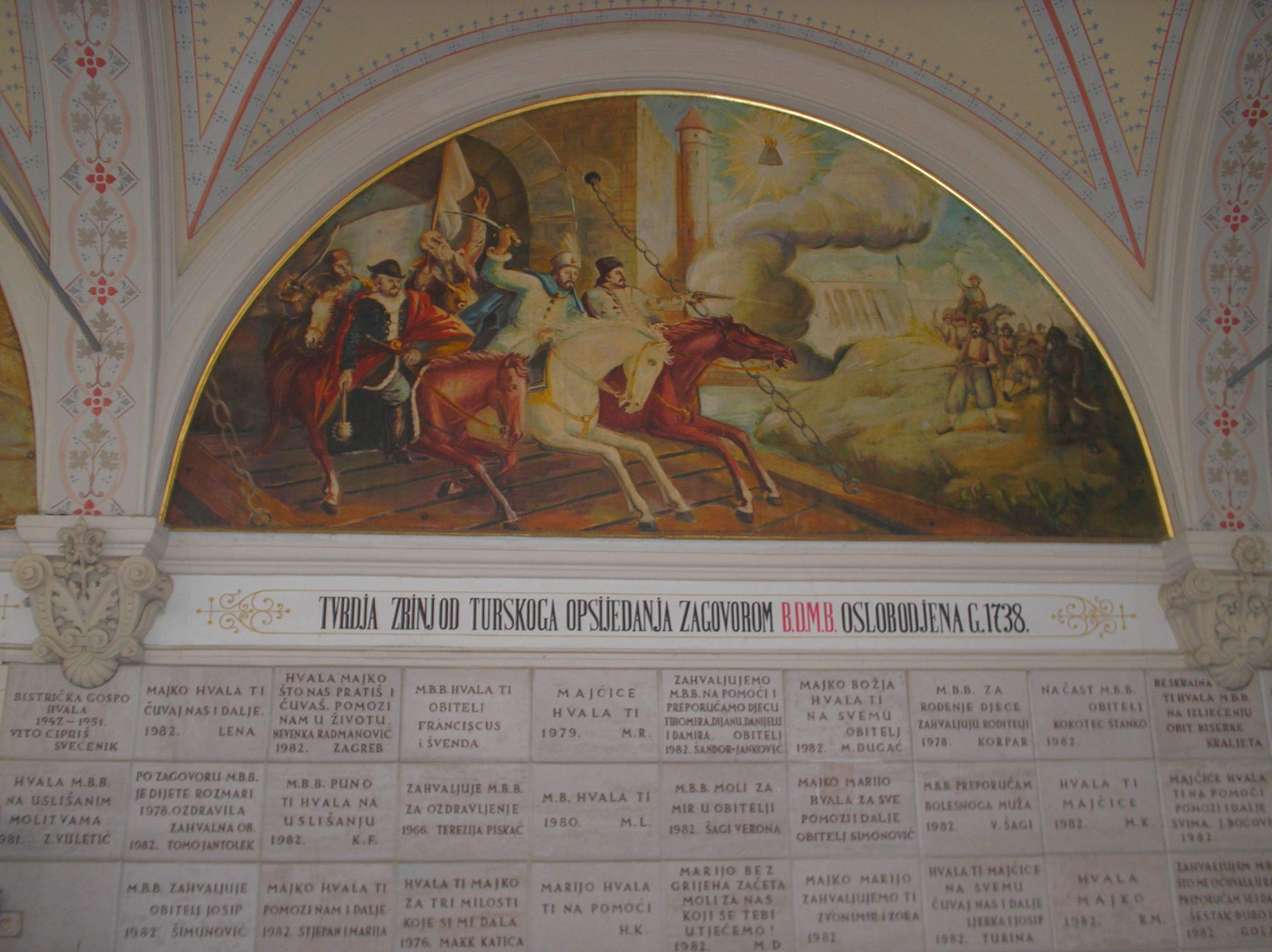
Der Ausfall des Zrinski als Fresko im kroatischen Marienwallfahrtsort Marija Bistrica
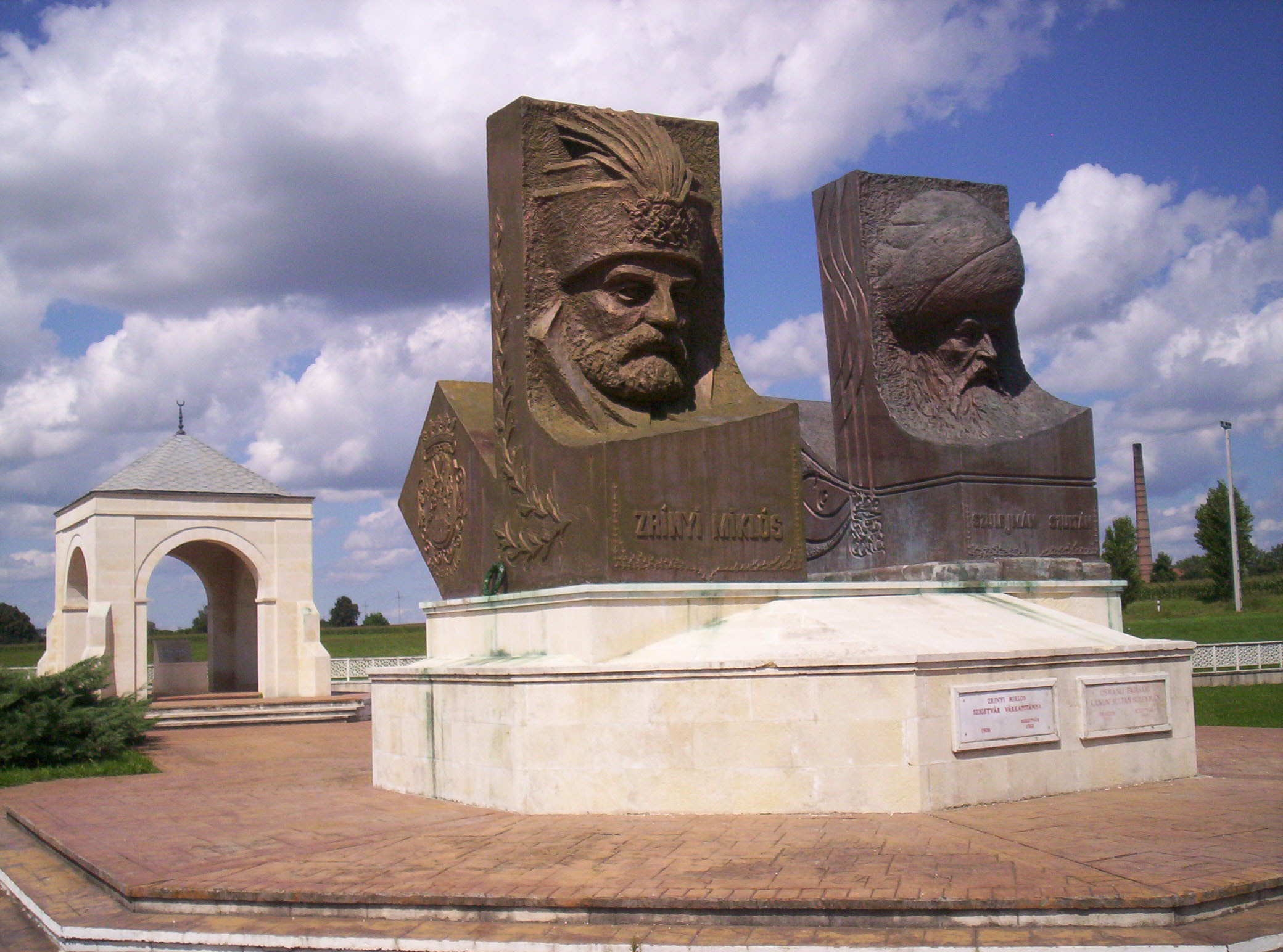
Überlebensgroße Konterfeis Zrinskis und Süleymans im Park der Ungarisch-Türkischen Freundschaft in Szigetvár
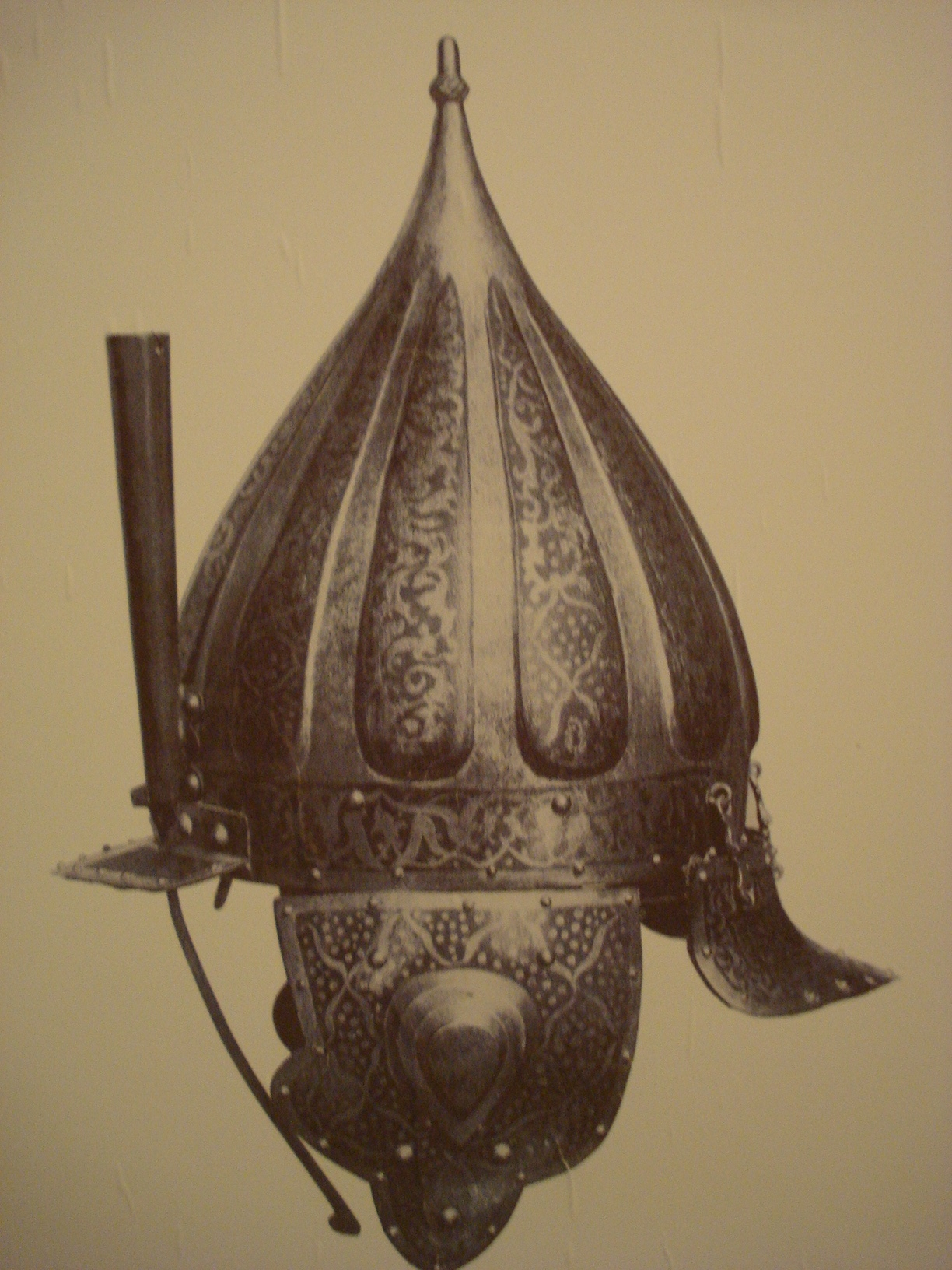
Zrinskis Zischägge
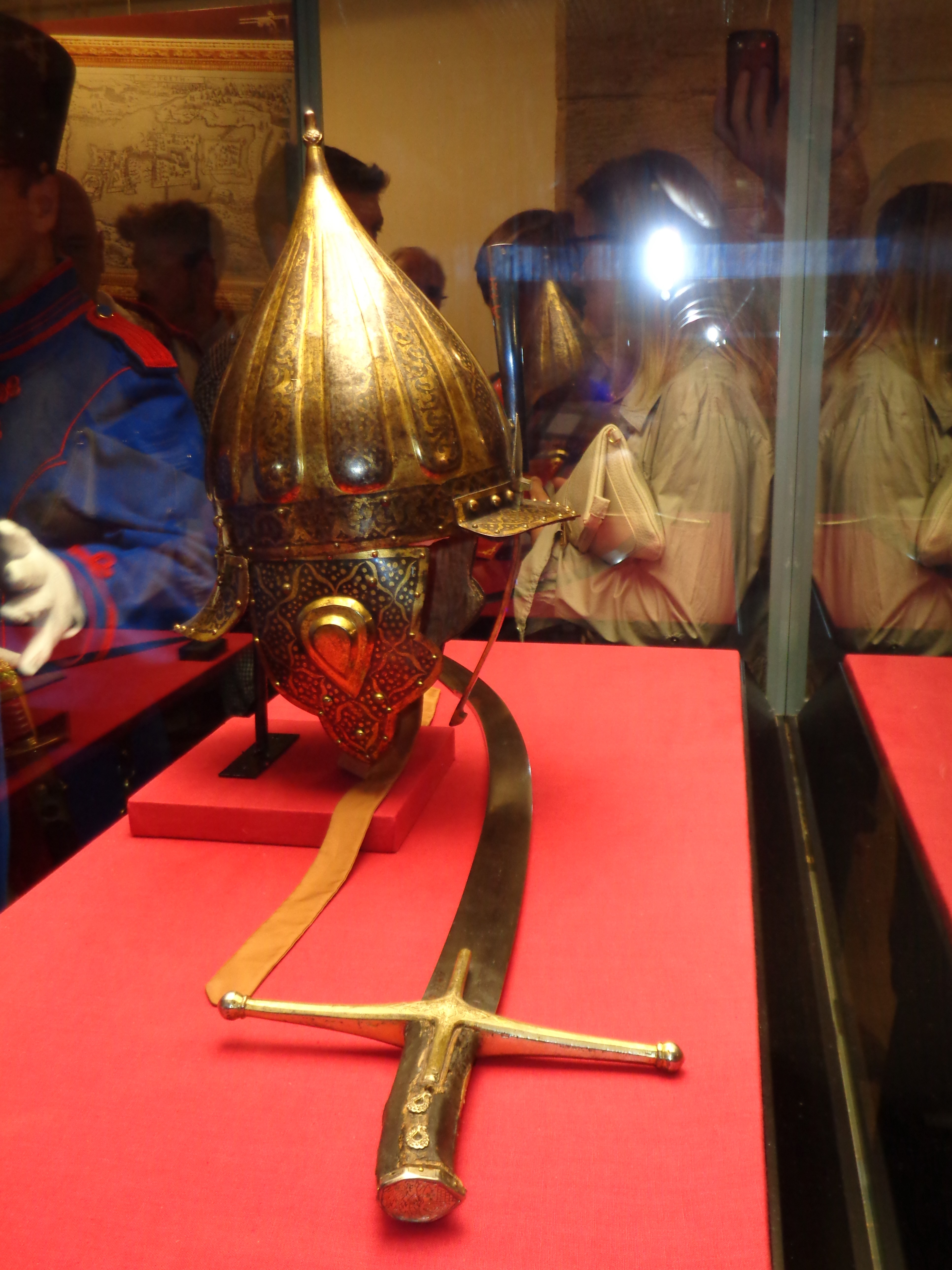
Säbel und Helm Zrinskis bei einer Ausstellung in Čakovec
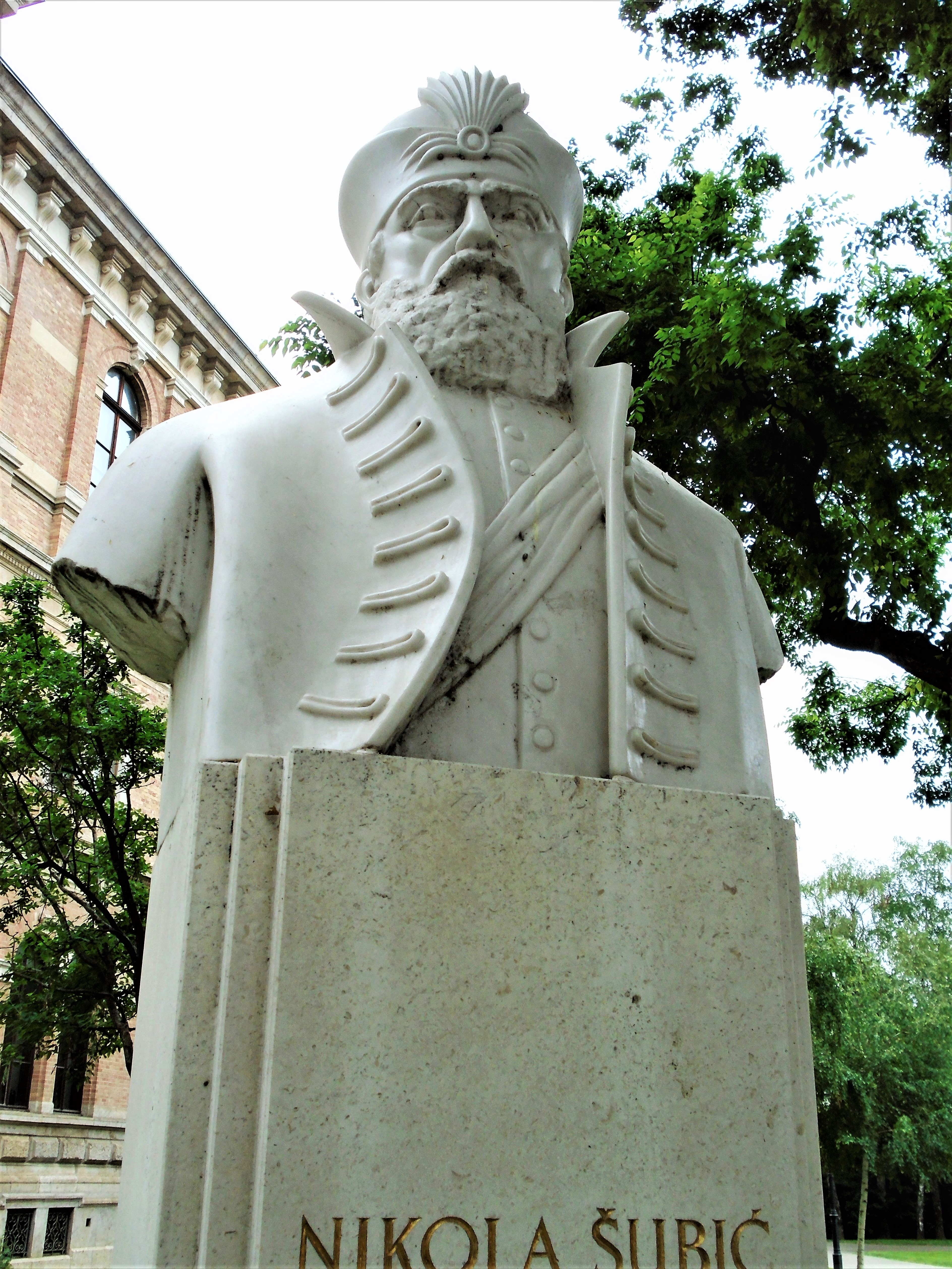
Büste in Zagreb